# Veselin Vuković
|  | No s'ha de confondre amb Veselin Vujović. |

Veselin Vuković (en serbi: Веселин Вуковић; nascut el 19 de desembre de 1958 a Struga) és un exjugador d'handbol iugoslau, que va participar en els Jocs Olímpics d'Estiu de 1984.
A Los Angeles 1984, formà part de la selecció iugoslava que va guanyar la medalla d'or. Hi va jugar tots sis partits, i marcà dinou gols.
Formant part de l'equip de l'RK Metaloplastika va guanyar dues Copes d'Europa els anys 1985 i 1986. Després de retirar-se, fou entrenador de l'RK Metaloplastika i segon entrenador de l'equip nacional croat als jocs olímpics de Sidney.
Des d'abril de 2010 és el seleccionador nacional serbi, i amb aquesta selecció ha guanyat la medalla de plata al Campionat d'Europa de 2012.